# Shintaro Mochizuki
Shintaro Mochizuki (Kawasaki, Japón, 2 de junio de 2003) es un tenista profesional japonés.

## Trayectoria
Mochizuki ganó el Campeonato de Wimbledon 2019 y se convirtió de convertirse en el primer hombre japonés en llegar a una final de individuales junior de Grand Slam. Logró su primer título Challenger en el torneo de Barletta, disputado en canchas de polvo de ladrillo en Italia, tras superar en la final al argentino Santiago Rodríguez Taverna por 6-1, 6-4.

## Títulos ATP Challenger (3; 2+1)

### Individuales (2)
| N.° | Fecha              | Torneo   | Superficie    | Oponente en la final       | Resultado |
| --- | ------------------ | -------- | ------------- | -------------------------- | --------- |
| 1.  | 9 de abril de 2023 | Barletta | Tierra batida | Santiago Rodríguez Taverna | 6-1, 6-4  |
| 2.  | 4 de enero de 2025 | Numea    | Dura          | Moerani Bouzige            | 6-1, 6-3  |

### Dobles (1)
| N.° | Fecha                | Torneo      | Superficie | Pareja             | Oponentes en la final            | Resultado |
| --- | -------------------- | ----------- | ---------- | ------------------ | -------------------------------- | --------- |
| 1.  | 5 de febrero de 2023 | Tenerife II | Dura       | Christian Harrison | Matteo Gigante Francesco Passaro | 6-4, 6-3  |